# Cheikh Hadjibou Soumaré
Cheikh Hadjibou Soumaré (Dakar, 1951) è un politico senegalese.
Nel 1995 diventa ministro dell'economia. Nel 2007 con l'elezione di Abdoulaye Wade, viene nominato primo ministro Ma prima  che viene nominato LA carica viene dato a Abdou Aziz Lo ma per aver per problema personale rifiuto .(carica che mantiene fino al 30 aprile 2009). Tuttavia Soumaré non risulta essersi mai tesserato al PDS, il partito di Wade.